# Округ Макракен (Кентаки)
Макракен (енгл. McCracken County) је округ у америчкој савезној држави Кентаки.

## Демографија
По попису из 2010. године број становника је 65.565, што је 51 (0,1%) становника више него 2000. године.
| Група             | 2000.          | 2010.          |
| Белци             | 56.464 (86,2%) | 55.025 (83,9%) |
| Афроамериканци    | 7.128 (10,9%)  | 7.224 (11,0%)  |
| Азијати           | 337 (0,5%)     | 527 (0,8%)     |
| Хиспаноамериканци | 694 (1,1%)     | 1.383 (2,1%)   |
| Укупно            | 65.514         | 65.565         |